# Ibiza-Affäre

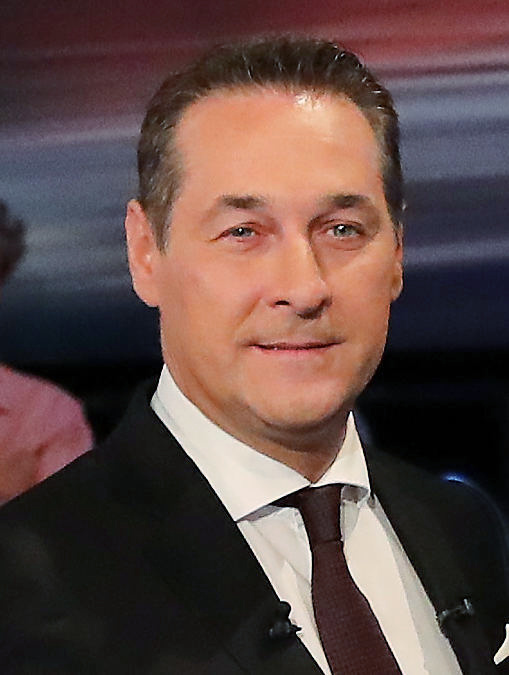
Heinz-Christian Strache (2017)

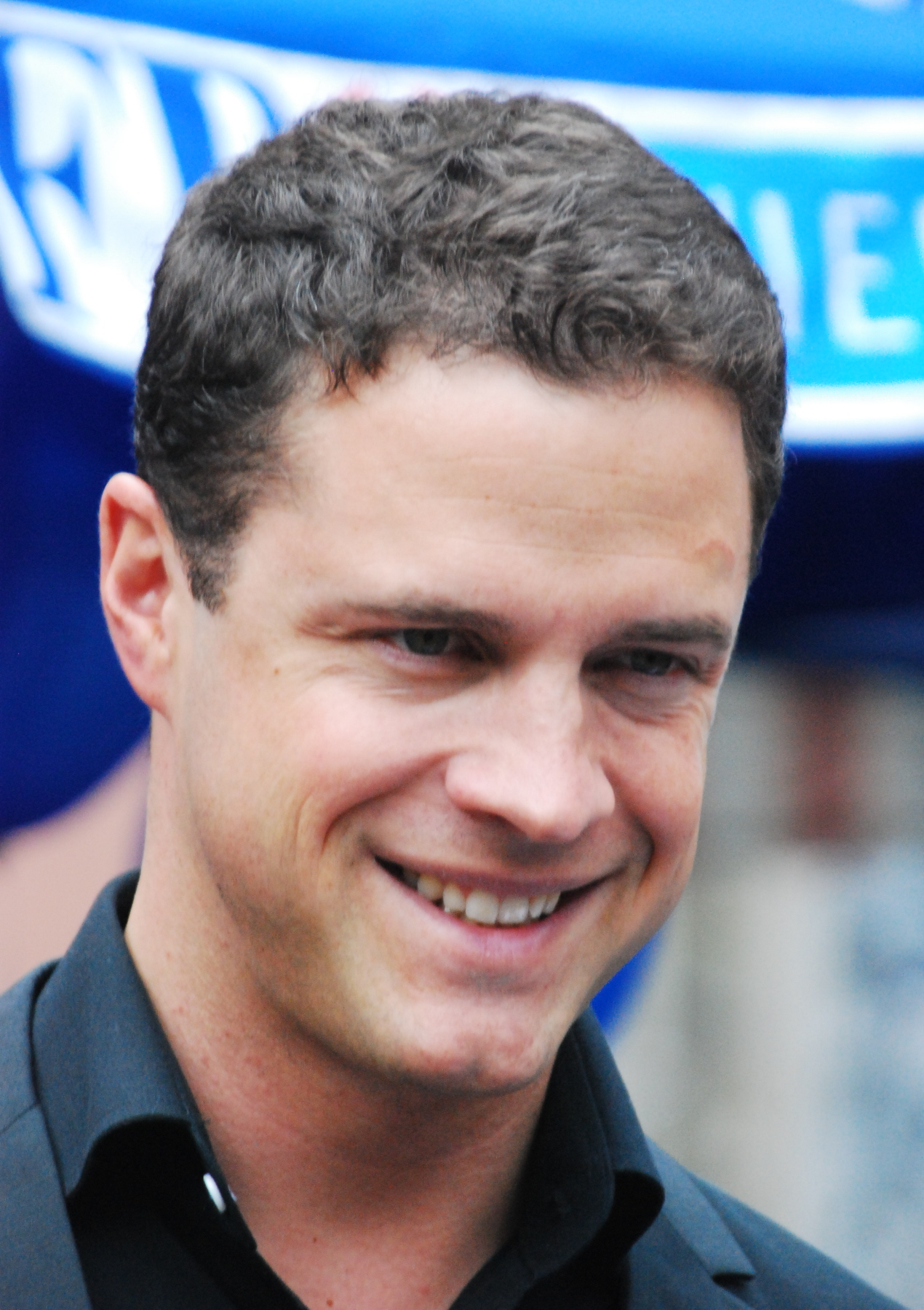
Johann Gudenus (2012)

Die Ibiza-Affäre, auch als Strache-Affäre oder Ibizagate bezeichnet, war ein politischer Skandal in Österreich, der im Mai 2019 zum Bruch der Regierungskoalition aus ÖVP und FPÖ führte. Auslöser der Affäre war die Veröffentlichung eines Videos, in dem Heinz-Christian Strache, zum damaligen Zeitpunkt Vizekanzler in der Bundesregierung Kurz I und Bundesparteiobmann der Freiheitlichen Partei Österreichs (FPÖ), und Johann Gudenus, zum damaligen Zeitpunkt Nationalratsabgeordneter und geschäftsführender FPÖ-Klubobmann, zu sehen sind. Die wenige Monate vor der Nationalratswahl im Juli 2017 heimlich angefertigten Aufnahmen dokumentieren ein Treffen der beiden Politiker mit einer angeblichen Nichte eines russischen Oligarchen in einer Villa auf der spanischen Insel Ibiza und offenbaren deren Bereitschaft zur Korruption, Umgehung der Gesetze zur Parteienfinanzierung sowie zur verdeckten Übernahme der Kontrolle über parteiunabhängige Medien.
Am 17. Mai 2019 veröffentlichten die deutschen Online-Medien Süddeutsche.de und Spiegel Online Ausschnitte der Video-Aufzeichnung. Der Skandal erregte rasch nationale und internationale Aufmerksamkeit. Am folgenden Tag kündigten zunächst Strache und Gudenus ihre Rücktritte von allen politischen Ämtern und Parteifunktionen an. In den Abendstunden erklärte Bundeskanzler Sebastian Kurz nach Rücksprache mit Bundespräsident Alexander Van der Bellen das Ende der Koalition.
Ein wesentliches Element dabei war die Forderung des Bundeskanzlers Kurz an die FPÖ, für die Fortführung der Koalition Innenminister Herbert Kickl (FPÖ) auszuwechseln. Das wurde von den übrigen FPÖ-Ministern abgelehnt, sie traten nach Kickls Entlassung durch den Bundespräsidenten zurück.
Am 28. Mai wurden die Mitglieder der Bundesregierung Kurz I von Bundespräsident Alexander Van der Bellen ihrer Ämter enthoben, nachdem der Nationalrat der Regierung tags zuvor das Misstrauen ausgesprochen hatte. In der Folge betraute der Bundespräsident den vormaligen Vizekanzler Hartwig Löger (ÖVP) mit der Fortführung der Verwaltung des Bundeskanzleramtes und mit dem Vorsitz in der einstweiligen Bundesregierung. Am 30. Mai wurde Brigitte Bierlein zur Bundeskanzlerin designiert und mit der Bildung einer Übergangsregierung (Beamtenregierung) für die Zeit bis zur Bildung einer neuen Regierung beauftragt.
Am 29. September 2019 erfolgte die vorgezogene Nationalratswahl. Die ÖVP erzielte deutliche Gewinne, FPÖ und SPÖ erlitten deutliche Verluste. Die 2017 ausgeschiedenen Grünen zogen wieder in den Nationalrat ein und bildeten zusammen mit der ÖVP das Kabinett Kurz II.

## Auslöser
Ausgelöst wurde die Affäre durch am 17. Mai 2019 veröffentlichte Ausschnitte aus Videomaterial, das am 24. Juli 2017 heimlich durch den österreichischen Privatdetektiv Julian Hessenthaler in einer von ihm angemieteten Finca in der Nähe von Sant Rafel auf der spanischen Insel Ibiza aufgenommen worden war. Organisator und Financier war der Wiener Rechtsanwalt Ramin Mirfakhrai, der später angab, für die Erstellung des Videos direkt und indirekt mindestens 500.000 Euro aufgewendet zu haben. Zu sehen und zu hören sind darin (neben dem Produzenten Hessenthaler) einerseits die beiden Politiker Heinz-Christian Strache, ab 2005 Bundesparteiobmann der FPÖ und ab 2006 Nationalratsabgeordneter, und Johann Gudenus, damals nichtamtsführender Wiener Vizebürgermeister, sowie dessen Ehefrau Tajana Gudenus; andererseits eine Frau, die sich Aljona Makarowa nennt und sich als Nichte des russischen Öl- und Gas-Unternehmers Igor Makarow ausgibt. Letztere gibt an, neben dem russischen einen lettischen Pass zu besitzen und daher in der EU investieren zu können.
Die Aufnahmen aus verschiedenen Perspektiven in der vom 22. bis 25. Juli 2017 angemieteten Finca haben eine Gesamtlänge von mehr als 20 Stunden.

### Inhalte des Videos
Strache und Gudenus unterhalten sich in den bisher bekannten Videoausschnitten mit den beiden anderen Personen über mögliche Großinvestitionen der vermeintlichen Russin in Österreich, mögliche Spenden an die Freiheitliche Partei und über eventuelle Gegengeschäfte für solche Investitionen und Spenden. Sie selbst behauptet, mehrere hundert Millionen Euro ihres Vermögens für solche Investitionen bereitstellen zu können.

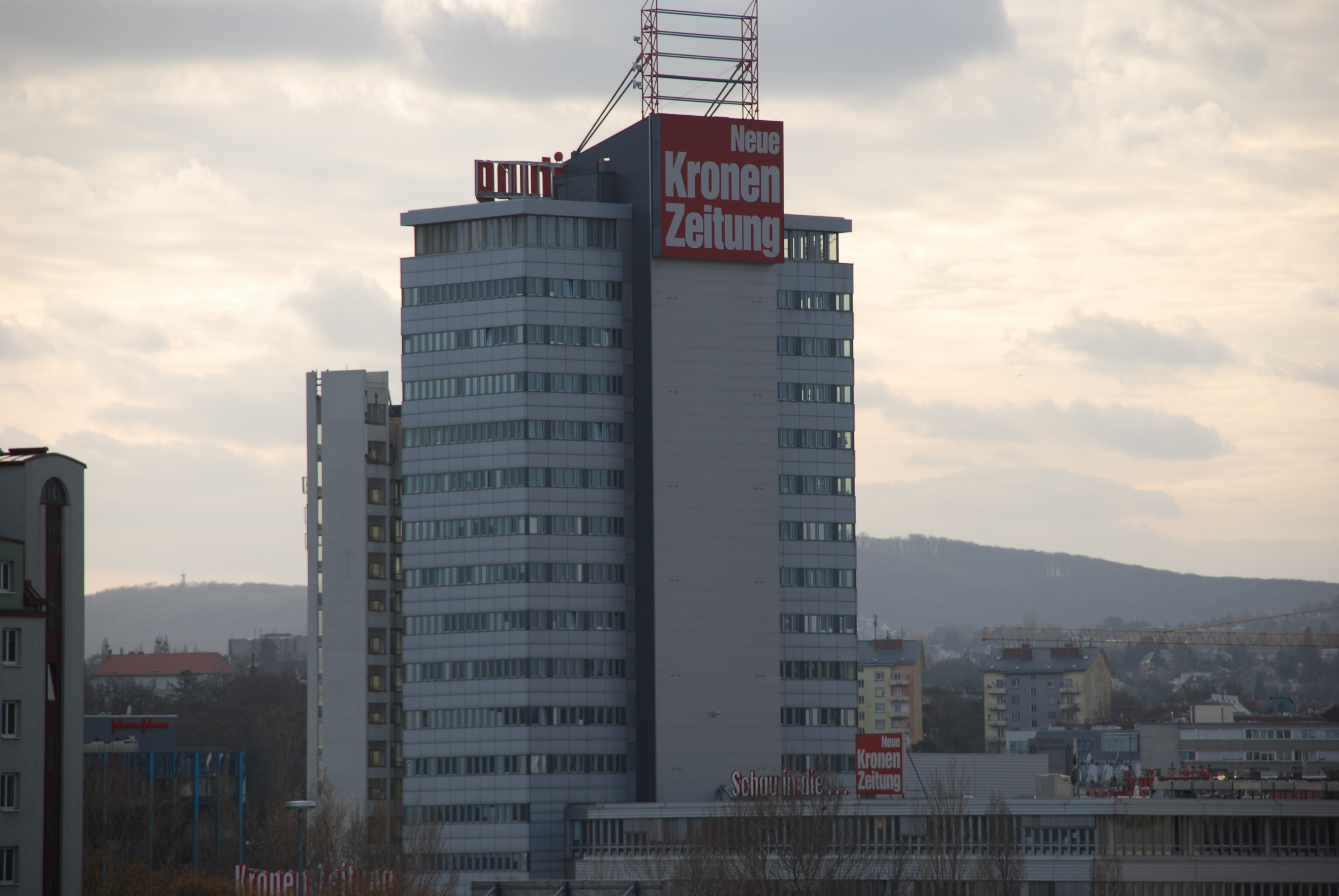
Redaktionsgebäude der Kronen Zeitung

Strache spricht im Video von einer möglichen Übernahme der Kronen Zeitung, der größten Tageszeitung Österreichs, durch die „Russin“ – ein zentrales Anliegen, auf das Strache den ganzen Abend immer wieder zurückkommt. In diesem Fall müsse man „ganz offen reden“. Strache deutet indirekte Beeinflussung der Berichterstattung dadurch an, „drei, vier Leute […] pushen“ und „drei, vier Leute […] abservieren“ sowie „gleich nochmal fünf neue aufbauen“ zu wollen. Würde außerdem, so Strache weiter, die Kronen Zeitung „zwei, drei Wochen vor der Wahl“ plötzlich die Freiheitliche Partei „pushen“, wäre bei der Nationalratswahl ein Stimmenanteil von 34 Prozent möglich.
Er schlägt auch vor, dass die Frau zur Unterstützung der Freiheitlichen Partei an einen gemeinnützigen Verein spendet, da auf diesem Weg auch bei größeren Geldbeträgen eine Meldung an den Rechnungshof sowie die Gesetze zur Parteienfinanzierung umgangen werden könnten – dabei nennt Strache keinen Vereinsnamen, spricht aber konkret von einem gemeinnützigen Verein mit dem „Statut: ‚Österreich wirtschaftlicher gestalten‘“ und „mit drei Rechtsanwälten im Vorstand“. Strache gibt an, mehrere österreichische Unternehmer – darunter Gaston Glock, Heidi Horten und René Benko (der seit November 2018 24,5 % an der Kronen Zeitung hält) – sowie das Unternehmen Novomatic hätten bereits Beträge in Höhe von einer halben bis zu einer Million Euro an diesen Verein gespendet. Hinter der FPÖ stünden Investoren, so Strache, die nicht wollten, dass „Österreich islamisiert wird, dass ihre Kinder und Enkelkinder verrecken“. Alle Genannten dementieren Spenden an die FPÖ oder an ihr nahestehende Vereine.
Im Gegenzug verspricht Strache der Russin „alle Aufträge, die jetzt der Haselsteiner“ erhält, sofern sie ein Bauunternehmen „wie die Strabag“ gründen würde. Er stellt die Möglichkeit in den Raum, einen Kanal des ORF zu privatisieren sowie die öffentliche Wasserversorgung bis auf eine Sperr-Minorität des staatlichen Anteils hin zu privatisieren, sodass „derjenige, der das betreibt, genauso eine Einnahme hat“. Ganz allgemein sichert er zu, man könne bei einem Wahlsieg der FPÖ über „alles reden“.
Strache, der sich selbst in dem Video als „Red Bull Brother from Austria“ bezeichnet, sagt allerdings auch, es müsse alles stets rechtskonform und legal sein und mit dem Programm der Freiheitlichen Partei übereinstimmen. Im Video fallen noch Aussagen zum Glücksspielmonopol, den österreichischen Beziehungen zur Visegrád-Gruppe und der russischen Regierung bzw. dem russischen Präsidenten Wladimir Putin, einer möglichen Wirtschaftskrise, dem Unternehmer Dietrich Mateschitz, der „[…] das Geschäft nicht [versteht]“, bzw. dessen Unternehmen Red Bull. Im größten, nicht veröffentlichten Teil des Videos stellt Strache diskreditierende Behauptungen über Sebastian Kurz (ÖVP), zu dieser Zeit im Jahr 2017 noch Außenminister, und über Christian Kern, den damaligen Bundeskanzler und SPÖ-Bundesparteivorsitzenden, auf.
Weiters spricht Strache in dem Video davon, sich kompromittierendes Material über die politische Konkurrenz nutzbar zu machen und dieses „übers Ausland [zu] spielen“, dann werde „die andere Seite glauben, die andere war’s“, und die Beteiligten würden sich, so Straches Hoffnung, gegenseitig mit Enthüllungen aufreiben („Es muss uns das Kunststück gelingen, eine Seite sichtbar zu machen, damit die andere losschlägt“). Journalisten bezeichnet er als „die größten Huren auf diesem Planeten“ und den Westen als dekadent, während die Menschen im Osten noch „normal“ seien.
Johann Gudenus, der teils in Russland studierte und gute Russischkenntnisse hat, übernahm in dem Gespräch zeitweise die Rolle des Dolmetschers zwischen Strache und der vermeintlichen Russin.

### Veröffentlichung des Videos
Am 17. Mai 2019 um 18 Uhr veröffentlichten das deutsche Nachrichtenmagazin Der Spiegel und die Süddeutsche Zeitung (SZ) in ihren Online-Medien gleichzeitig sechsminütige Ausschnitte des Ibiza-Videos, dessen Authentizität von Reportern der beteiligten Medien und dem Münchner Forensiker George A. Rauscher in Zusammenarbeit mit dem Fraunhofer-Institut für Sichere Informationstechnologie geprüft worden war. Die Wiener Wochenzeitung Falter durfte das Video ebenfalls einsehen und von der SZ zur Verfügung gestellte Ausschnitte zeitversetzt veröffentlichen.
Für die SZ waren die Journalisten Leila Al-Serori, Oliver Das Gupta, Peter Münch, Frederik Obermaier sowie Bastian Obermayer an der Publikation des Videos beteiligt, für den Spiegel Maik Baumgärtner, Vera Deleja-Hotko, Martin Knobbe, Walter Mayr, Alexandra Rojkov und Wolf Wiedmann-Schmidt. Nicht veröffentlicht wurden Passagen mit Behauptungen zum Privatleben österreichischer Politiker, deren Inhalt Strache bei seiner Rücktrittserklärung als bloße „unüberprüfte schmutzige Gerüchte“ bezeichnete.
Die Veröffentlichung in der Bundesrepublik Deutschland war laut einem Kommentar des Deutschlandfunks durch das sogenannte „Wallraff-Urteil“ des Bundesverfassungsgerichts gedeckt. Strache reichte Ende Mai 2019 Anzeige gegen die beteiligten Journalisten ein, worin er Verstöße gegen § 201 und § 201a StGB vorwarf.
Die Staatsanwaltschaft München I erklärte im November 2019 nach Prüfung, „dass sich die Beschuldigten nicht strafbar gemacht“ hätten. Ähnlich hatte die Staatsanwaltschaft Hamburg bereits im Juli 2019 die Einstellung der Ermittlungen gegen die Spiegel-Journalisten begründet.
Die Journalisten von Süddeutscher Zeitung und Spiegel hatten sich ausbedungen, vor einer möglichen Veröffentlichung mit der vorgeblichen Oligarchennichte persönlich zu sprechen, was dann Anfang Mai 2019 „irgendwo in Europa“ stattfand. Der Kurier kommentierte, dass die Vermittlung des Gesprächs deshalb interessant sei, weil nur die Macher des Videos wissen konnten, wie die „reiche Russin“ mit richtigem Namen heißt und wo sie lebt.
Die Recherche der Geschichte gestaltete sich für die Journalisten am Anfang eher schwierig. Nachdem man ihnen einen ersten, 15-minütigen Ausschnitt gezeigt hatte, mussten sie sich mehrere Monate gedulden, bis sie das gesamte Video zu sehen bekamen. Um sicherzugehen, dass die Journalisten nicht heimlich mitfilmen konnten, wurden sie bei den ersten Treffen von der Quelle zur Benutzung von Spezialbrillen verpflichtet. Erst danach wurde den Journalisten im Mai 2019 das gesamte Ibiza-Video zugespielt.
Nach eigenen Angaben bezahlten Süddeutsche und Spiegel nichts für das Video. Die Welt kommentierte jedoch Anfang 2021, Indizien legten nahe, dass eine dritte Gruppe aus Deutschland bezahlt habe, um das Material den beiden Medienhäusern zukommen zu lassen.

### Herkunft der Aufzeichnung

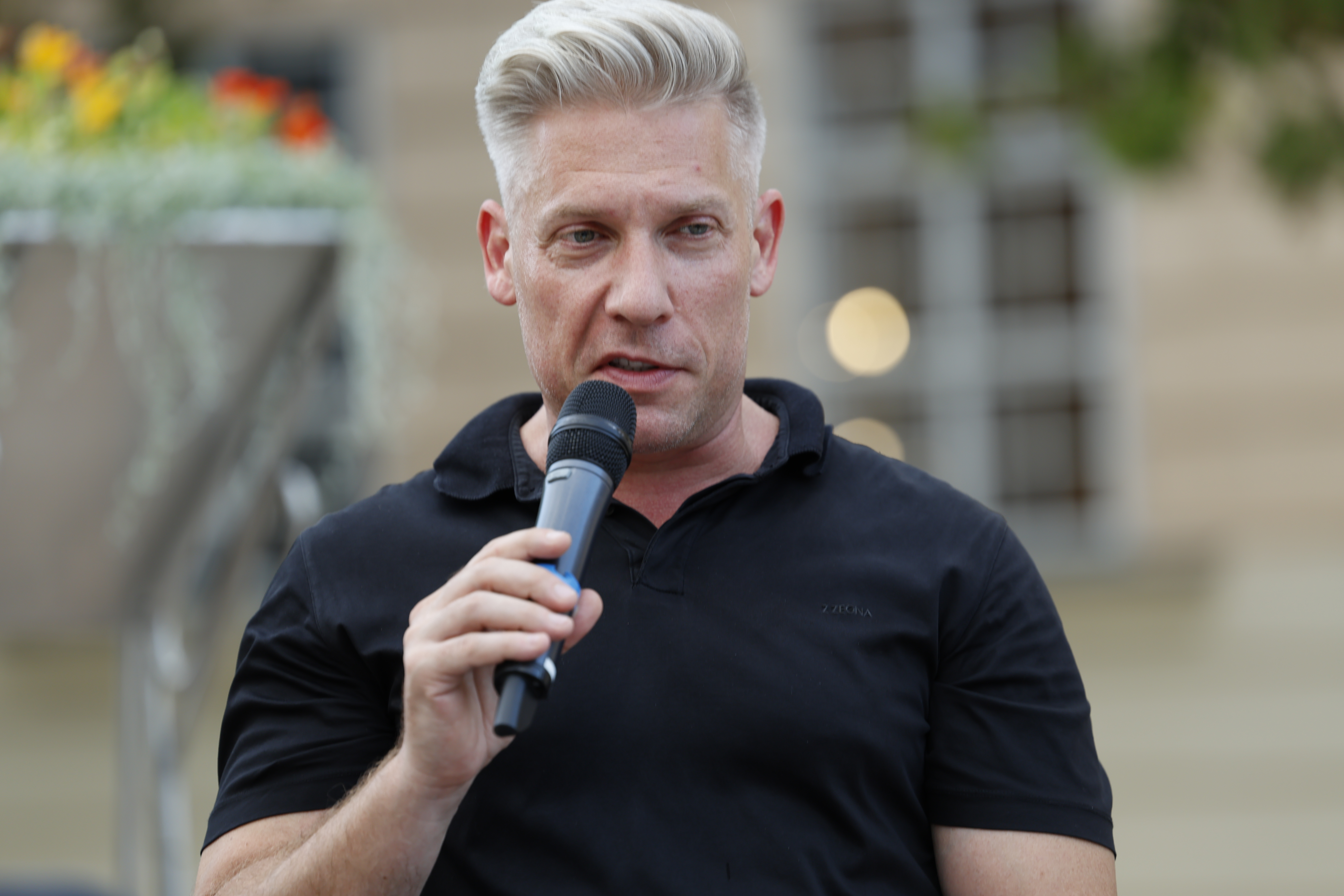
Julian Hessenthaler 2023 in Wien

Im Jänner 2017 trat eine Immobilienmaklerin und Bekannte von Tajana Gudenus an diese heran, sie wisse von einer vermögenden Russin, die sich für Immobilien der Familie Gudenus im Kremstal interessiere.
Am 24. März 2017 wurde Johann Gudenus in einem Wiener Restaurant die vermeintliche Nichte des Oligarchen, Aljona Makarowa, von einem Wiener Anwalt vorgestellt. Anwesend waren weiters Gudenus’ Ehefrau, einer seiner Brüder, die Maklerin und der Begleiter des Lockvogels, ein Detektiv und Bekannter des Anwalts. Der Anwalt hat – Gudenus gegenüber – die Identität der angeblich lettischen Staatsbürgerin und ihre Zahlungsfähigkeit bestätigt.
Der deutsche Satiriker Jan Böhmermann, der zuvor eine Veröffentlichung des ihm angebotenen Videos abgelehnt hatte, machte bereits Mitte April 2019 in seiner per Video übertragenen Dankesrede zur Romyverleihung 2019 Andeutungen zu Inhalten des Videos, die zu dem Zeitpunkt als satirisch überspitzte Formulierungen gesehen wurden (wie etwa, dass er „gerade ziemlich zugekokst und Red-Bull-betankt mit ein paar FPÖ-Geschäftsfreunden in einer russischen Oligarchenvilla auf Ibiza rumhängt“ und „über die Übernahme der Kronen-Zeitung verhandelt“). Diese Äußerungen beschleunigten die wiederholt aufgeschobene Videoveröffentlichung.
Am Tag vor der Veröffentlichung meinte er: „Kann sein, dass morgen Österreich brennt.“ Sein Manager und die Süddeutsche Zeitung bestätigten, dass Böhmermann die Aufnahmen bereits seit Wochen kannte. Jedoch teilte das ZDF mit, man könne eine Beteiligung Böhmermanns an der Erstellung ausschließen.
Vermutungen, wonach das Zentrum für Politische Schönheit hinter dem Video stecken könnte, wurden laut der Journalistin Susanne Schnabl vom „Eskalationsbeauftragten“ der Gruppe, Stefan Pelzer, dementiert.
Sowohl von Strache als auch von Kurz wurde mehrfach der Politikberater Tal Silberstein in diesem Kontext genannt. Silberstein dementierte kategorisch: Er habe nichts mit dem Ibiza-Skandal zu tun, und der Versuch, ihn mit dem fraglichen Video in Verbindung zu bringen, habe nur den Zweck, die Öffentlichkeit vom eigentlichen Skandal abzulenken.
Daran anschließend warf der österreichische Schriftsteller und Historiker Doron Rabinovici Bundeskanzler Kurz vor, ein „vollkommen unverantwortliche[s] Spiel“ mit antisemitischen Stereotypen zu betreiben, und erinnerte an den von Kurz im Jahr 2017 verbreiteten Slogan, die Nationalratswahl sei eine „Volksabstimmung darüber, ob wir die Silbersteins in Österreich wollen“.
Zur Frage, wer ihnen die Aufzeichnung zuspielte, machten die beteiligten Medien unter Verweis auf den Quellenschutz keine Angaben. Bastian Obermayer von der Süddeutschen Zeitung berichtete, dass die Übergabe des Videos auf „abenteuerlich[e]“ Weise in einem verlassenen Hotel stattgefunden habe.
Der Wiener Anwalt Richard Soyer bestätigte, dass ein Wiener Anwalt das Video beauftragt habe, der jegliche identifizierende Berichterstattung untersage.
Am 10. Dezember 2020 wurde der Privatdetektiv Julian Hessenthaler als mutmaßlicher Drahtzieher des Videos in Berlin festgenommen, nachdem er sich ein Jahr lang vor den Strafverfolgungsbehörden verborgen hatte. Die österreichische Justiz legte ihm illegale Herstellung von Ton- und Filmaufnahmen sowie Kokainhandel zur Last.
Seine Verhaftung ordnete das Amtsgericht Tiergarten jedoch nicht wegen des Vorwurfs der Herstellung oder Verbreitung des Videos an, da beides nach spanischem Recht zum Tatzeitpunkt nicht strafbewehrt war, sondern wegen der Vorwurfs des Drogenhandels und desjenigen der (versuchten) Erpressung von H.C. Strache.
Am 2. März 2021 entschied das Kammergericht Berlin, er dürfe an Österreich ausgeliefert werden. Julian Hessenthaler wurde am 9. März 2021 an das Landesgericht für Strafsachen Wien überstellt, nachdem er am 5. März 2021 noch vor dem „Wirecard“-Untersuchungsausschuss des Deutschen Bundestages als Zeuge ausgesagt hatte.
Vor dem parlamentarischen Untersuchungsausschuss sagte Julian Hessenthaler am 8. April 2021 aus, dass er die Videoaufnahmen gemacht habe, da die Vorwürfe und eine Anzeige des ehemaligen Leibwächters von Strache, Ribarich, nicht zu Ermittlungen geführt hätten. Staatliche Stellen hätten „bewusst weggesehen“. Er habe „für eine bildlich-objektive und unwiderlegliche Dokumentation“ sorgen wollen. Er selber habe das Video nicht verkauft und nicht versucht, jemanden zu erpressen.
In einem Interview mit Tilo Jung im April 2023 sagte Hessenthaler, er habe Jan Böhmermann das Video angeboten, dieser habe aber abgelehnt. Böhmermann habe dabei eine Verschwiegenheitsgarantie abgegeben, die er durch seinen Auftritt bei der Romy-Gala gebrochen habe. Nach den Anspielungen von Böhmermann sei die Lage für die Drahtzieher außer Kontrolle geraten und Hessenthaler daraufhin aus Österreich geflüchtet.
Verschiedene Medien kritisierten Böhmermanns Verhalten als einen Verstoß gegen den Pressekodex. Durch Missachtung des Quellenschutzes habe er Hessenthaler in Gefahr gebracht.

### Weitere Aufzeichnungen
Nachdem zunächst nur das auf Ibiza aufgenommene Video bekannt geworden war, veröffentlichten Spiegel und SZ am 19. Mai 2019 Artikel, in denen sie auf weitere ihnen zugespielte Tonaufzeichnungen eingehen. Diese belegen, dass der Kontakt zwischen Strache, Gudenus und der vermeintlichen russischen Oligarchen-Nichte samt ihrem Begleiter, anders als die Politiker nach der Verbreitung des Videos behaupteten, auch vor und nach dem Treffen auf Ibiza bestand. Unter anderem habe der Kontaktmann demnach bei einem Treffen mit Gudenus Ende August oder Anfang September 2017 eine „Geste des guten Willens“ in Form einer Presseaussendung der FPÖ verlangt, in der der Unternehmer Hans-Peter Haselsteiner angegriffen wird.
Eine Pressemeldung solchen Inhalts wurde von der FPÖ Wien mit dem Absender Anton Mahdalik am 4. September über die APA versandt und schließt mit dem Wortkürzel „wer/zah/lts/chaf/ft/an“ („Wer zahlt, schafft an“ bedeutet, dass der Geldgeber auch bestimmt).

## Politische Konsequenzen

### Regierungskrise

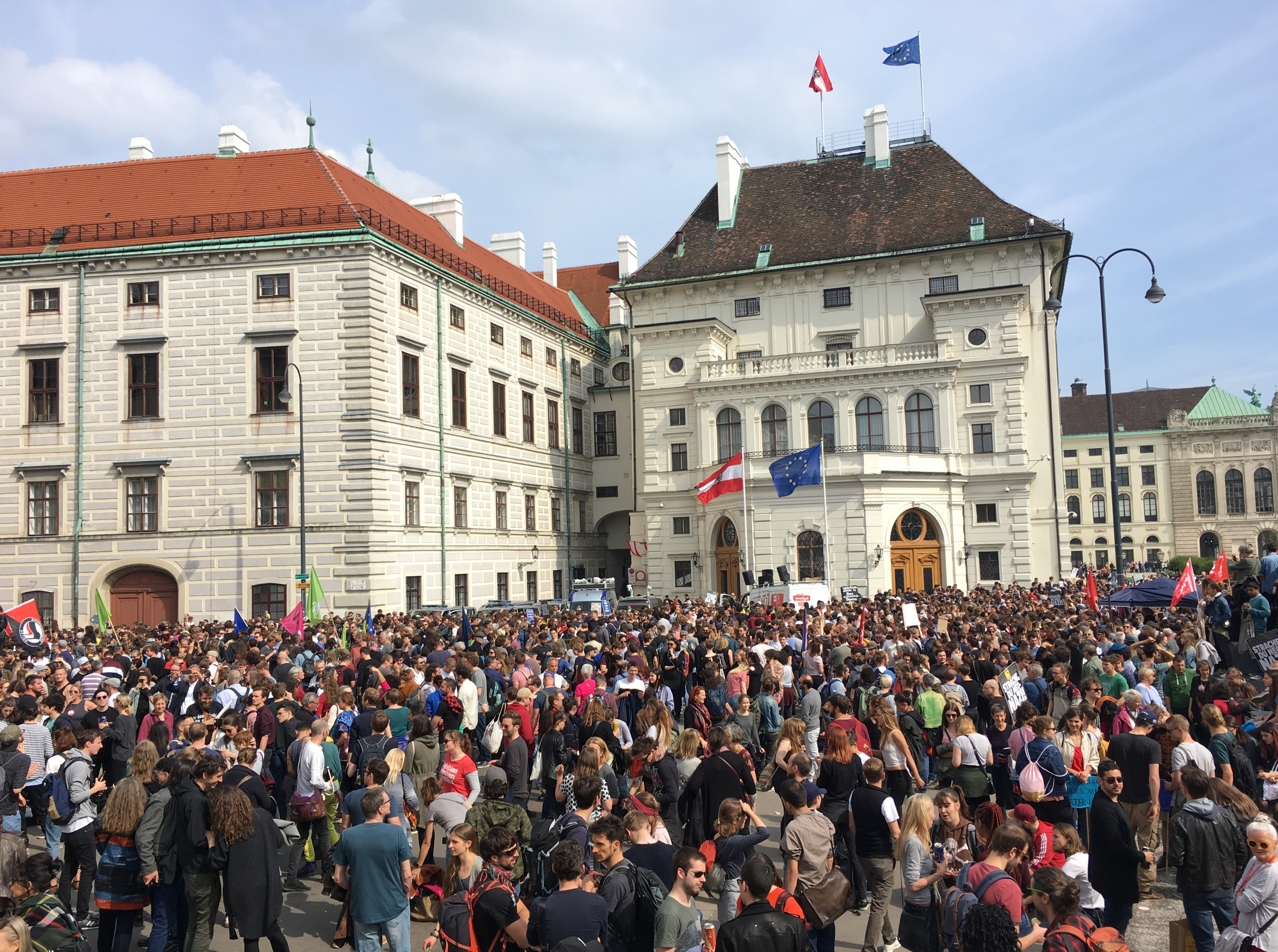
Demonstration auf dem Wiener Ballhausplatz am 18. Mai, auf der nach Bekanntwerden der Affäre der Rücktritt der ÖVP-FPÖ-Koalitionsregierung gefordert wurde

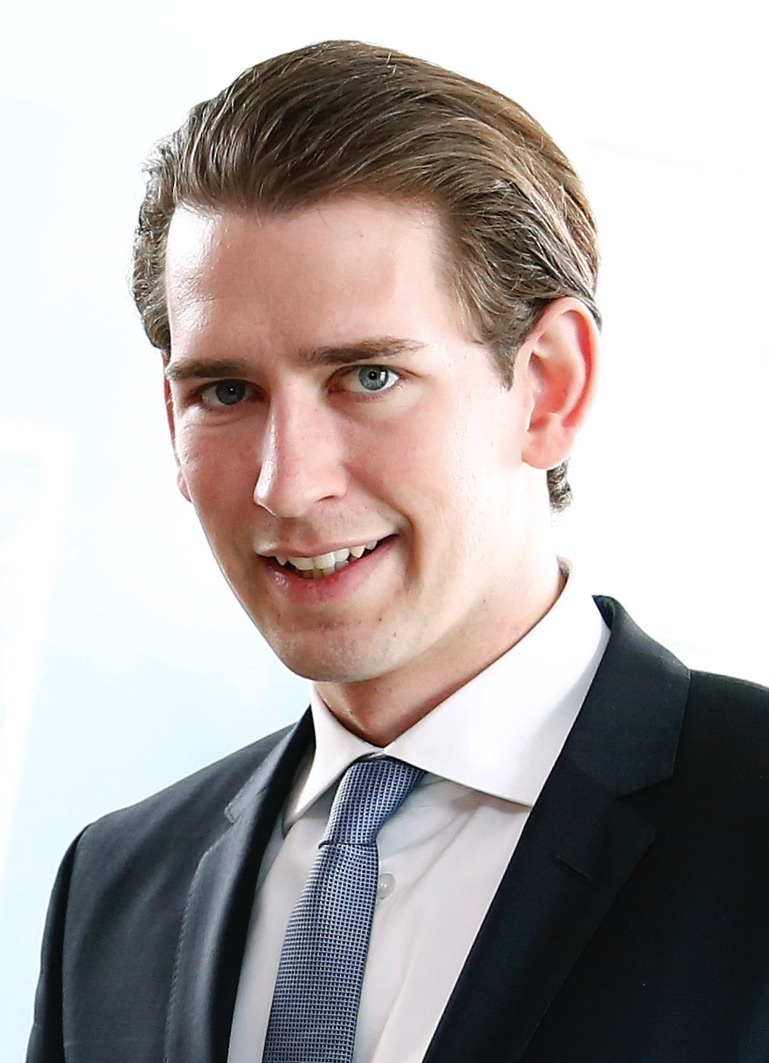
Sebastian Kurz (2016)

Am Samstag, 18. Mai 2019, kam es am Vormittag zu einem Gespräch zwischen Strache und Bundeskanzler Sebastian Kurz im Bundeskanzleramt. Daraufhin gab Strache um 12 Uhr via Pressekonferenz seinen Rücktritt als Vizekanzler, Bundesminister und FPÖ-Bundes- und Landespartei-Obmann bekannt.
In einer elfminütigen Erklärung attackierte er die Urheber der Täuschungsaktion. Er sprach von einer Schmutzkübelkampagne, nannte das Video ein „gezieltes politisches Attentat“ und kündigte strafrechtliche Ermittlungen an. Er bezeichnete das Treffen, bei dem er unter erheblichem Alkoholeinfluss gestanden habe (Zitat: „[…] ja, es war eine b’soffene G’schichte […]“), als Fehler und entschuldigte sich bei seiner Frau und beim Bundeskanzler.
Laut einer Meldung der Tiroler Tageszeitung erwog die ÖVP zunächst die Fortsetzung der Koalition mit der FPÖ, forderte als Bedingung dafür allerdings den Rücktritt von Herbert Kickl, was dieser ablehnte.
Gegen 19:52 Uhr meldete sich Bundeskanzler Sebastian Kurz erstmals zu Wort und erklärte in einer Wortmeldung, Bundespräsident Alexander Van der Bellen Neuwahlen vorgeschlagen zu haben. Er kritisierte das Zustandekommen der heimlichen Videoaufnahme als „verachtenswert“, der Inhalt spreche jedoch für sich. Die Aussagen Straches charakterisierte er als „Ideen des Machtmissbrauchs“. Kurz wolle, dass die ÖVP nach der Wahl „ganz eindeutig den Ton angeben“ könne und eine Regierung ohne „Einzelfälle, Zwischenfälle und andere Skandale“. Damit spielte er auf eine Reihe von Kontroversen über umstrittene bzw. rechtsextreme Äußerungen und Aktionen von FPÖ-Vertretern während der Regierungszeit an, die er bis dahin gar nicht kommentiert oder zu denen er sich stets zufrieden mit den Erklärungen seitens der FPÖ gezeigt hatte.
Zur Beteiligung der FPÖ in der von ihm geführten FPÖ-ÖVP-Koalition meinte er nun, dass die FPÖ nicht regierungsfähig sei („Die FPÖ kann es nicht“), und kündigte Neuwahlen zum ehestmöglichen Zeitpunkt an. Vertreter der FPÖ behaupteten nach der Bekanntmachung von Kurz, dass dieser von dem neuen FPÖ-Bundesparteiobmann Norbert Hofer als Bedingung für die Fortsetzung der Koalition die Ablöse des Innenministers Herbert Kickl gefordert habe, was abgelehnt worden sei.
Bundespräsident Alexander Van der Bellen äußerte sich um 20:36 Uhr und gab an, Österreichs Ansehen sei beschädigt worden. Es brauche seiner Ansicht nach einen „Neuaufbau des Vertrauens“ in die Bundesregierung und er werde für stabile Verhältnisse bis zur Angelobung einer neuen Regierung sorgen.
Am 19. Mai teilte Kanzleramtsminister Gernot Blümel mit, dass nach seiner Erwartung Kurz dem Bundespräsidenten die Abberufung des Innenministers vorschlagen werde. Die FPÖ kündigte für diesen Fall den Rücktritt aller ihrer Regierungsmitglieder an.
Am 20. Mai 2019 ernannte Innenminister Kickl Peter Goldgruber zum Generaldirektor für die öffentliche Sicherheit, allerdings gab Bundespräsident Van der Bellen bekannt, die Ernennungsurkunde nicht zu unterzeichnen.
Seine Entscheidung begründete er damit, dass die folgende Bundesregierung „in Personalfragen nicht präjudiziert werden“ solle und dass eine solche Ernennung zu staatspolitischen Posten in Übergangszeiten grundsätzlich in Österreich unüblich sei. Am gleichen Tag suchte Kurz bei Van der Bellen um die Entlassung Kickls an.
Kurz gab an, eine lückenlose Aufklärung der Vorkommnisse sei in seinen Augen mit Kickl als Innenminister nicht möglich, da dieser zur Zeit der Entstehung des Videos Generalsekretär der FPÖ und somit auch verantwortlich für die Finanzen der Partei war.
Die FPÖ setzte anschließend ihre Ankündigung vom Vortag um und erklärte, all ihre Minister würden die Regierung verlassen.
Am 22. Mai 2019 wurden die vakanten Ministerposten mit vier auf das jeweilige Ressort hin ausgewählten Experten besetzt, die die Amtsgeschäfte bis zu den anberaumten Neuwahlen leiten sollen.
Am 27. Mai 2019 votierte der Nationalrat mehrheitlich für das Misstrauen gegenüber der gesamten Bundesregierung, ein in der Republik Österreich erstmaliger Vorgang. Der Misstrauensantrag wurde von der SPÖ eingebracht und bei der Abstimmung mit den Stimmen von SPÖ, FPÖ und Liste Jetzt angenommen. ÖVP und NEOS stimmten dagegen.

### Konsequenzen für Landes- und Stadtregierungen
Am Sonntag, dem 19. Mai, kündigte Landeshauptmann Hans Peter Doskozil an, dass aufgrund der Affäre auch die Koalition zwischen SPÖ und FPÖ im Burgenland vorzeitig beendet wird und es dort am 26. Jänner 2020 zu vorgezogenen Landtagswahlen kommen wird. Ursprünglich hätte im Mai 2020 gewählt werden sollen. Bei der Wahl erreichte die SPÖ die absolute Mehrheit. Die FPÖ schied aus der Landesregierung aus.
Der Linzer Bürgermeister Klaus Luger (SPÖ) erkannte in dem Video ein „Sittenbild einer Partei“ und stellte die Arbeitsübereinkunft mit der FPÖ in Frage, welche daraufhin aufgekündigt wurde.
In Oberösterreich erklärte Landesrat Elmar Podgorschek (FPÖ) der Landesregierung Stelzer I am 20. Mai 2019 seinen Rücktritt.
Dies war eine Bedingung von Landeshauptmann Thomas Stelzer (ÖVP), um die Zusammenarbeit mit der FPÖ im Rahmen eines Arbeitsübereinkommens fortzusetzen.

### Folgen innerhalb der FPÖ
Johann Gudenus gab ebenfalls am 18. Mai 2019 mittags seinen Rücktritt von allen Funktionen in Partei und Nationalratsklub via APA-Aussendung bekannt: „Ich möchte mein tiefstes Bedauern über die zwei Jahre zurückliegenden Vorkommnisse zum Ausdruck bringen. Zudem bedaure ich zutiefst, durch mein Verhalten das in mich gesetzte Vertrauen der Wähler, Funktionäre und Mitarbeiter enttäuscht zu haben.“
Am 19. Mai 2019 trat er nach dem Bekanntwerden seiner weiteren Kontakte zu der vermeintlichen Oligarchin aus der FPÖ aus. Am 21. Mai sagte Gudenus, er befürchte „weiteres Material, das mich in kompromittierenden Situationen zeigt“. Auch das sei ein Grund für seinen vollständigen politischen Rückzug gewesen. Konkret gehe es bei diesen Aussagen Gudenus’ um die letzten (unveröffentlichten) 60 Minuten des siebenstündigen Videomaterials. Er sei in der Zeit der Aufnahme des Videos in einer persönlichen Krise und einem Burnout nahe gewesen und habe „psychotrope Substanzen“ zu sich genommen. In einem Interview mit dem russlandnahen Sender RT Deutsch Anfang August 2019 bestritt Strache, dass von ihm oder von anderen bei dem Treffen auf Ibiza Drogen konsumiert worden seien, er selbst habe „Zeit [s]eines Lebens mit illegalen Drogen nichts zu tun gehabt“.
Sowohl von Gudenus (der vom Gutachten eines „kriminaltechnischen Privatinstituts“ sprach, das er jedoch nicht übersenden wollte) als auch Strache („Das bin nicht ich.“) sowie dessen Ehefrau wurden allerdings Vermutungen geäußert, man habe ihnen bei dem Treffen K.-o.-Tropfen oder toxische Substanzen verabreicht, was ihren Auftritt erklären könne. Dem widersprachen im September 2019 in einem Gutachten der Leiter des Instituts für Rechtsmedizin der Berliner Charité, Michael Tsokos, sowie der Leiter der Charité-Abteilung Forensische Toxikologie, Sven Hartwig.
Nach Prüfung des Ibiza-Videos kamen sie zu dem Ergebnis, dass es keine sichtbaren Anzeichen für eine Verabreichung von K.-o.-Mitteln gebe. In Gestik und Gesprächsverhalten bzw. Wortwahl – auch beim Erörtern komplexer Sachverhalte – seien bei Strache und Gudenus über mehrere Stunden keine Ausfallserscheinungen zu beobachten. Andernfalls wären zeitnah „zunehmende Ermüdung bis hin zu Benommenheit, Schläfrigkeit, Bewusstseinstrübung“ oder sogar „komatöse Zustände“ zu erwarten gewesen.
Eine Rückkehr Straches in Parteiämter wurde durch Harald Vilimsky am 19. Mai in den Raum gestellt. Strache selbst schrieb am 21. Mai 2019 auf Facebook, er wolle die „Hintermänner“ des Videos ausfindig machen und er werde seine „Unschuld beweisen“.
Am 24. Mai 2019 bezeichnete Strache auf Facebook seine Aussagen im Video als „Gedankenspiele, die dumm waren und insbesondere auf dem politischen Parkett inakzeptabel wären“, fügte jedoch hinzu: „Keinem Politiker sind Gedankenspiele fremd, in denen er über Mittel und Wege nachdenkt, die politischen Ziele seiner Partei zu verwirklichen, Medienpopularität zu steigern und Verbündete in der Wirtschaft zu gewinnen.“
Zum Nachfolger von Heinz-Christian Strache als Bundesparteiobmann wurde Norbert Hofer designiert, zum Nachfolger als Wiener Landesparteiobmann wurde Dominik Nepp nominiert. Den FPÖ-Slogan „Jetzt erst recht“, den die Partei am 24. Mai 2019 bei ihrer Abschlusskundgebung zum Europawahlkampf als Motto ausgab, wertete SZ-Autor Peter Münch als Beleg für einen „Verschwörungs- und Opfermythos“, mit dem die Partei auf die Affäre reagiere.
Im November 2019 wurden Telefonate bekannt, die Strache in den Tagen vor der Ibiza-Enthüllung, nachdem er von der Süddeutschen Zeitung und dem Spiegel mit seinen Aussagen im Video konfrontiert worden war, geführt hatte. Strache habe daraufhin mit dem Immobilieninvestor René Benko und der Waffenindustriellen-Gattin Kathrin Glock telefoniert, wie eine Rufdaten-Rückerfassung der „Soko Ibiza“ belegt.
Unzufrieden mit dem Umgang der FPÖ mit Strache traten am 12. Dezember 2019 die drei Wiener Gemeinderats- und Landtagsabgeordneten Karl Baron, Dietrich Kops und Klaus Handler aus der FPÖ aus und gründeten unter der Bezeichnung Die Allianz für Österreich (DAÖ) eine neue Partei. Als Pressesprecher zur Parteigründung trat der ehemalige Bundesgeschäftsführer der FPÖ Gernot Rumpold auf.

### Parlamentarischer Untersuchungsausschuss
Im Jänner 2020 wurde ein Parlamentarischer Untersuchungsausschuss unter dem Titel „Untersuchungsausschuss betreffend mutmaßliche Käuflichkeit der türkis-blauen Bundesregierung (Ibiza-Untersuchungsausschuss)“ eingesetzt. Vorsitzender wurde gemäß der Verfahrensordnung als amtierender Nationalratspräsident der ÖVP-Politiker Wolfgang Sobotka, von den 13 Mitgliedern wurden fünf Abgeordnete von der ÖVP, drei von der SPÖ, je zwei von der FPÖ und den Grünen sowie eine Abgeordnete von NEOS gestellt.
Für die Volkspartei wurde Wolfgang Gerstl Delegationsleiter, weitere Mitglieder wurden Klaus Fürlinger, Martina Kaufmann, Ernst Gödl und Friedrich Ofenauer. Gerstl trat im April 2021 zurück, für ihn übernahm Andreas Hanger die Leitung der ÖVP-Delegation. Die SPÖ-Delegation entsandte Kai Jan Krainer, Eva Maria Holzleitner und Christoph Matznetter, die FPÖ Christian Hafenecker und Susanne Fürst. Für die Grünen wurden Nina Tomaselli und David Stögmüller entsandt, NEOS entsandte Stephanie Krisper.
Verfahrensrichterin wurde Ilse Huber, ehemals Vizepräsidentin des Obersten Gerichtshofs, Stellvertreter wurde der frühere Vizepräsident des Oberlandesgerichts Wien, Wolfgang Pöschl. Verfahrensanwalt wurde Andreas Joklik, dessen Stellvertreterin Barbara Weiß, Richterin am Bundesverwaltungsgericht.
Am 4. Juni 2020 nahm der Untersuchungsausschuss seine Arbeit auf. Der erste Zeuge, den der Ausschuss befragte, war der österreichische Journalist Florian Klenk, der das vollständige Video (siehe Abschnitt hier) als einziger österreichischer Journalist in der Redaktion der Süddeutschen Zeitung vor der Veröffentlichung von Ausschnitten im Mai 2019 sehen konnte. Er fasste den Inhalt des Videos, das die Ausschussmitglieder zu diesem Zeitpunkt in voller Länge noch nicht kannten, zusammen und stützte die Korruptionsvorwürfe gegen Strache.
Der frühere FPÖ-Chef betone im Video zwar seine Gesetzestreue, schlage aber rechtswidrige Absprachen vor. Danach wurde Heinz-Christian Strache selbst befragt. Er sagte aus, am fraglichen Abend auf Ibiza lediglich „Gerüchte erklärt“ zu haben, wie sich andere Parteien finanzieren. Die der Öffentlichkeit bekannten Passagen des Videos seien „aus dem Kontext gerissen“. Auf manche Fragen gab er mit Hinweis auf laufende Ermittlungen keine Antwort. Ähnlich verlief auch die anschließende Befragung von Johann Gudenus.
Ende Juni 2020 legte Ilse Huber ihre Funktion als Verfahrensrichterin zurück.
Am 4. Dezember 2020 teilte der österreichische Verfassungsgerichtshof (VfGH) mit, dass das Justizministerium dem parlamentarischen Untersuchungsausschuss das gesamte Material des Ibiza-Videos zur Verfügung stellen muss.
Justizministerin Alma Zadić (Grüne) begrüßte die rechtliche Klärung. Zwei Wochen später wurde das gesamte Video dem Untersuchungsausschuss übermittelt.
Am 3. März 2021 urteilte der VfGH, dass Finanzminister Gernot Blümel dem Untersuchungsausschuss sämtliche angeforderten Akten binnen zwei Wochen vorlegen muss. Dennoch weigerte sich das Bundesministerium für Finanzen weiterhin die E-Mail-Postfächer der Leiterin des Beteiligungsmanagements im Finanzministerium sowie die Korrespondenzen von Ministeriumsmitarbeitern mit dem nunmehrigen ÖBAG-Chef Thomas Schmid, damals Generalsekretär im Finanzministerium und anderen Mitarbeitern des damaligen Finanzministers Hartwig Löger (ÖVP) zu übermitteln. Infolge kündigten Abgeordnete von SPÖ, FPÖ und Neos an „beim Herrn Bundespräsidenten die Exekution gegen den Bundesminister für Finanzen“ zu beantragen.
Mit Beschluss vom 5. Mai 2021 hat der österreichische Verfassungsgerichtshof beim Bundespräsident Alexander Van der Bellen den Antrag gestellt, eine seiner Entscheidungen zu exekutieren (Bundesexekution).
Finanzminister Gernot Blümel (ÖVP) wird nun mit hoheitlichem Zwang (z. B. mit der Polizei oder dem Bundesheer) verpflichtet, dem „Ibiza“-U-Ausschuss bestimmte E-Mails und Dateien vorzulegen. Ein solcher Vorgang ist gemäß dem österreichischen Bundespräsidenten noch nie vorgekommen.
Wie am 12. Mai 2021 bekannt wurde, nahm die Wirtschafts- und Korruptionsstaatsanwaltschaft (WKStA) Ermittlungen gegen Bundeskanzler Kurz und seinen Kabinettschef Bernhard Bonelli auf, die beide der Falschaussage zu Fragen um die Bestellung des Aufsichtsrats der Österreichischen Beteiligungs AG (ÖBAG) vor dem Untersuchungsausschuss verdächtigt werden.

## Rechtliche Konsequenzen
Juristen sind sich uneins, ob insbesondere die Aussagen Straches strafrechtlich relevant sind. Der Politikwissenschaftler Hubert Sickinger hält die geschilderte Form verdeckter Parteienfinanzierung für „einen gravierenden Verstoß gegen das Parteiengesetz“. Den Parteien ist die Entgegennahme von verschleierten Spenden strikt verboten. Das Parteiengesetz sieht allerdings keine strafrechtlichen Konsequenzen vor, weshalb auch fraglich ist, ob überhaupt Konten geöffnet werden können.

### Zivilrecht
Ende Mai 2019 erreichte der hauptverdächtige Detektiv vor dem Landgericht Berlin eine einstweilige Verfügung, nach der das österreichische Onlineportal oe24.tv sein Foto nicht mehr zeigen darf. Unter anderem argumentierte das Gericht, dass er durch „Politikfanatiker“ gefährdet sein könne; und selbst wenn er hinter dem Video stecke, sei seine Tätigkeit unter Berücksichtigung des Quellenschutzes vom Grundrecht auf freie Meinungsäußerung gedeckt, weil das Video „von höchstem öffentlichem Interesse“ sei.
Wegen des Artikels „Ramin und die Detektive“ in der Zeit erreichte er ebenfalls eine einstweilige Verfügung, später auch gegen Die Welt. Die Medien dürfen vorerst nicht über sein Vorleben berichten.[veraltet] Vom Gericht nicht bemängelt wurde, dass die Beteiligten im Verdacht stünden, sich bei der Herstellung des Videos strafbar gemacht zu haben.
Ende Juni erreichte die SPÖ vor Gericht eine einstweilige Verfügung gegen Kurz, weil er wiederholt behauptet hatte, sie sei verdächtig, das Ibiza-Video „durch bzw. mit Tal Silberstein organisiert und/oder beauftragt zu haben“. Da Kurz für diese Verdächtigungen keine Belege vorlegen konnte, wurde ihm gerichtlich untersagt, sie weiterhin öffentlich zu verbreiten.
Im August klagte Gudenus den Anwalt zivilrechtlich auf Herausgabe des Videos, Unterlassung der Weiterverbreitung sowie Bekanntgabe des Gewinns. Anfang September erließ das Landesgericht für Zivilrechtssachen Wien daraufhin eine einstweilige Verfügung, die dem Anwalt untersagte, das Video oder Teile dessen zu veröffentlichen. Dem Anwalt sei ein „massiver Vorwurf“ zu machen. Einerseits seien die Aufnahmen „von höchst legitimen öffentlichen Interesse“, andererseits hätte der Anwalt als Treuhänder auch die Interessen von Gudenus wahren und diesen von der falschen Identität der Oligarchennichte warnen müssen. Es bestehe Wiederholungsgefahr, die Gefahr der Erpressung und Grund zu der Annahme, dass noch weitere Kopien der Videos verfügbar sind.
Der Anwalt habe diese schon in der Vergangenheit mehreren Personen angeboten. Weiter sei es sehr wohl relevant, ob die Aufnahmen durch „echte“ Journalisten oder eben nicht durchgeführt würden.
Anfang November bestätigte das Oberlandesgericht Wien die einstweilige Verfügung und stellte zudem fest, dass die Methode der Informationsbeschaffung „im besonderen Maße unredlich und in mehrfacher Hinsicht rechtswidrig“ war. Weitere Rechtsmittel vor dem Obersten Gerichtshof wurden zugelassen. Der Oberste Gerichtshof hob im März 2020 die einstweilige Verfügung in Bezug auf die Veröffentlichung des Videos auf, da diese ein „außergewöhnlich großer Beitrag zu einer Debatte von öffentlichem Interesse“ gewesen sei.

### Strafrecht
Die SPÖ brachte eine Sachverhaltsdarstellung bei der Wirtschafts- und Korruptionsstaatsanwaltschaft (WKStA) ein, um die Vorkommnisse auf strafrechtlich relevantes Verhalten der involvierten Politiker untersuchen zu lassen. Vom Justizministerium unter der Leitung von Minister Josef Moser wurde die Oberstaatsanwaltschaft Wien mit der Prüfung der Sachlage beauftragt, die den Auftrag an die WKStA weiterleitete. Am 20. Mai 2019 leitete diese ein Ermittlungsverfahren gegen Gudenus und andere wegen Verdachts der „Untreue“, „Anstiftung zur Untreue“ und „Vorteilsannahme zur Beeinflussung“ ein.
Im Bundeskriminalamt wurde zur Unterstützung der Ermittlungen der Staatsanwaltschaft Wien, in deren Fokus vor allem die Herstellung und die Auftraggeber des Videos stehen, und der WKStA, deren Schwerpunkt auf möglichen Verfehlungen von Politikern liegt, eine Sonderkommission eingerichtet (Soko Ibiza od. Soko Tape genannt), der auch Mitarbeiter des Bundesamts für Verfassungsschutz und Terrorismusbekämpfung zur Seite stehen. Am 13. Juni 2019 wurde bekannt, dass die WKStA auch gegen Strache und andere Personen wegen Untreue ermittelt.
Am 24. Mai teilte Heinz-Christian Strache mit, dass er aufgrund des „rechtswidrig und geheim erstellten Videomitschnitts“ gegen einen Anwalt, einen Detektiv und einen noch unbekannten Lockvogel Strafanzeige erstatten werde.
Am 27. Mai vermeldete die Staatsanwaltschaft Wien, dass ein Ermittlungsverfahren eingeleitet worden sei.
Mittlerweile werde gegen einen Privatdetektiv, der maßgeblich an der Produktion des Videos beteiligt gewesen sein soll, und zwei weitere Männer ein Verfahren wegen Täuschung, Missbrauchs von Tonaufnahme- und Abhörgeräten sowie Fälschung besonders geschützter Urkunden ermittelt. Im September 2023 gab die Staatsanwaltschaft Wien dem Anwalt von Johann Gundes bekannt, dass es sich bei der vermeintlichen russischen Oligarchin um eine lettische Staatsbürgerin handeln soll, dass ihre Identität geklärt ist und, dass die Ermittlungen wegen der Fälschung besonders geschützter Urkunden, illegaler Video und Tonaufnahmen sowie des Verdachts auf Datenverarbeitungsbetrug weiter geführt werden.
Der frühere Bundeskanzler Christian Kern gab bekannt, dass er Anzeige wegen übler Nachrede und Beleidigung seiner Person durch Strache einbringen werde. Die Anwälte der beiden Ex-Politiker arbeiten an einem Vergleich. Strache solle an eine karitative Einrichtung spenden.[veraltet]
Im August führte die Staatsanwaltschaft Wien eine Hausdurchsuchung am Kanzleisitz sowie an der Wohnadresse des Anwaltes durch. Dabei wurden zwei Päckchen Kokain gefunden, jedoch das gesuchte Videomaterial nicht.
Eine Beschwerde gegen die Hausdurchsuchung wurde im Februar 2020 vom OLG Wien zurückgewiesen. Mitte November 2019 wurden in Wien und Salzburg Hausdurchsuchungen durchgeführt und dabei drei Personen zunächst wegen des Verdachts der Nötigung, gefährlichen Drohung, Urkundenfälschungen und Erpressung festgenommen. Über die zwei Männer und eine Frau wurde Untersuchungshaft verhängt, einer der Verdächtigten und die Frau nach kurzer Zeit wieder aus der Haft entlassen. In der Süddeutschen Zeitung beschreiben Obermaier und Obermayer die Ermittlungen als „fragwürdig“, da die „Vorwürfe gegen angebliche Hintermänner […] vage [sind], die Beweisführung […] wacklig“ ist.
Wie aus dem Ermittlungsbericht des Bundeskriminalamts an die Wirtschafts- und Korruptionsstaatsanwaltschaft im Februar 2020 hervorging, stießen die österreichischen Behörden auf Großspenden Industrieller in Höhe von Hunderttausenden Euro an vier FPÖ-nahe Vereine. Darunter seien die ILAG-Vermögensverwaltung der Familie Turnauer, der Waffenhersteller Steyr Arms und der Glücksspielkonzern Novomatic, der 240.000 Euro an den Verein „Institut für Sicherheitspolitik“ (ISP) gespendet haben soll. Die Beteiligten bestreiten, dass Geld aus den Spenden weiter an die FPÖ oder an Strache geflossen sei.
Dagegen gehen die Behörden davon aus, dass die Vereine „in Absprache mit Strache und Gudenus“ mit dem Vorsatz gegründet worden seien, „finanzielle Zuwendungen für die FPÖ respektive Heinz-Christian Strache zu lukrieren“.
Mehrere Nachrichtenchats würden belegen, dass beide von den Spenden gewusst hätten. Zudem seien bei den Vereinen verhältnismäßig geringe Ausgaben für den Vereinszweck festgestellt worden. Im Juli 2024 stellte die WKStA das Verfahren ein, da nicht nachgewiesen werden konnte, dass Strache von dem Vertrag zwischen dem ISP und Novomatic gewusst hatte.

### Vollständiges „Ibiza-Video“
Am 27. Mai 2020, eine Woche vor Beginn des parlamentarischen Untersuchungsausschusses, präsentierte Andreas Holzer, der Leiter der Soko Ibiza im Bundeskriminalamt, Journalisten der Kronen Zeitung bei einem exklusiven Medientermin eine Bilanz der bis dahin im Rahmen von 55 Hausdurchsuchungen, 259 Vernehmungen, 48 Observationen und 15 Telefonüberwachungen gesammelten Materialien. Dabei machte er auch erstmals öffentlich bekannt, dass man 12:32 Stunden Video- und Audioaufnahmen in digitaler Form gefunden habe und somit seit 21. April im Besitz des zuvor nur auszugsweise verfügbaren „Ibiza-Videos“ sei. Von der Ermittlungsbehörde informiert wurde davon zuvor nur die Oberstaatsanwaltschaft Wien.
Für Diskussionen sorgte in der Folge, dass die WKStA erst aus den Medien davon erfuhr und nicht von der Soko informiert wurde. Holzer rechtfertigte das damit, dass man nur im Auftrag der Oberstaatsanwaltschaft Wien gehandelt habe, nicht der WKStA. Dem widersprach das Justizministerium, inzwischen unter der Leitung von Alma Zadić (Grüne), dem die WKStA zugeordnet ist. Wie im Untersuchungsausschuss bekannt wurde, war Innenminister Karl Nehammer (ÖVP) vom Bundeskriminalamt schon Mitte Mai, spätestens eine Woche vor dem Medientermin Holzers, über den Fund des Videos informiert worden. Gegenüber der Justizministerin erwähnte er das in einer Unterredung Ende Mai über die Ermittlungen in der Ibiza-Affäre nicht.
Die letztlich erst sieben Wochen nach dem Fund erfolgte Weitergabe an die Staatsanwaltschaft erklärte Innenminister Nehammer damit, dass die Kriminalbeamten noch Zeit für die Auswertung und zum Verfassen von Abschriften bräuchten. Am 8. Mai übergab das Bundeskriminalamt die Dateien an die Staatsanwaltschaft Wien und die WKStA.
Zugleich mit der Bekanntgabe des Fundes gab das Bundeskriminalamt auch Bilder der vermeintlichen „Oligarchennichte“ aus dem Videomaterial an die Medien, womit die internationale Fahndung nach ihr beschleunigt werden sollte. Von Strafrechtsexperten wurde diese Form der Personenfahndung in diesem Fall als überschießend kritisiert, weil sie sich keines schweren Verbrechens schuldig gemacht hat.

### Standesrecht
Ende Mai 2019 leitete die Rechtsanwaltskammer Wien ein Verfahren gegen den Anwalt, der das Ibiza-Video angebahnt hatte, ein. Untersucht werde, ob standesrechtliche Verfehlungen vorlägen, insbesondere werde dem Verdacht der Geldwäsche nachgegangen.[veraltet]
Im November teilte die Anwaltskammer mit, dass bis zum Abschluss der strafrechtlichen Ermittlungen keine standesrechtlichen Maßnahmen möglich seien. Das Disziplinarstatut für Anwälte sehe vor, dass ein Disziplinarerkenntnis nie ergehen dürfe, solange ein Verfahren nach der Strafprozessordnung geführt werde. Herbert Gartner, der Präsident des Disziplinarrats der Wiener Rechtsanwaltskammer, erklärte, „einstweilige Maßnahmen gegen einen Kollegen“ kämen selten vor. Meist komme ein Anwalt mit einer Selbstverpflichtungserklärung zur Mitarbeit bei der Aufklärung einer provisorischen Maßnahme der Kammer gegen ihn zuvor.

## Reaktionen

### Unmittelbar Beteiligte
Die direkt vom Skandal betroffene Kronen Zeitung titelte am Samstag bundesweit mit „FPÖ am Ende!“. Chefredakteur Klaus Herrmann bezeichnete die Affäre als „Politskandal bisher unvorstellbaren Ausmaßes“ und forderte den Rücktritt Straches und Gudenus’.

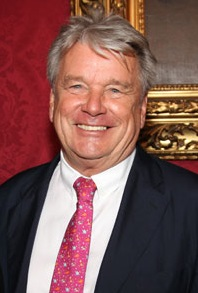
Hans Peter Haselsteiner (2013)

Der Unternehmer Hans Peter Haselsteiner, der einer der Eigentümer und früherer Vorstandsvorsitzender der Strabag SE ist, hat angekündigt, aufgrund der Aussagen Straches sämtliche Auftragsvergaben der öffentlichen Hand an Konkurrenzunternehmen der Strabag zu prüfen. Ende August 2017 wurde das Video dem Strabag-Lobbyisten und ehemaligen LIF-Generalsekretär Zoltan Aczel angeboten.
Er solle Haselsteiner davon erzählen. Verlangt wurden fünf Millionen Euro. Aczel lehnte ab, Haselsteiner habe er erst nach der Veröffentlichung im Mai 2019 informiert.
Sämtliche weiteren erwähnten Unternehmer, darunter Gaston Glock, Heidi Horten und René Benko, sowie die Novomatic-Gruppe, dementierten Zahlungen an die FPÖ oder vorgeschaltete Vereine.
Der russische Milliardär Igor Makarow äußerte sich in der russischen Ausgabe des Wirtschaftsmagazins Forbes: „Es ist allgemein bekannt, dass ich das einzige Kind in der Familie war und dementsprechend keine Nichten habe. Wir wenden alle gesetzlichen Möglichkeiten an, um herauszufinden, wer hinter der nicht autorisierten Verwendung meines Namens steht.“
Am 20. Mai 2019 forderten Makarows Wiener Anwälte die Süddeutsche Zeitung auf, „die Mitschnitte des Treffens auf Ibiza“ sowie die „vorliegende Korrespondenz“ herauszugeben, was abgelehnt wurde.

### Politik
Sämtliche Oppositionsparteien auf Bundesebene forderten nach Bekanntwerden der Affäre den Rücktritt von Gudenus und Strache. Der Bundesgeschäftsführer der SPÖ, Thomas Drozda, wies jede Beteiligung seiner Partei an der Affäre zurück und kündigte eine einstweilige Verfügung sowie eine Klage auf Unterlassung gegen Kurz an: „Die ungeheuerlichen Anschuldigungen des Bundeskanzlers, der in mehreren Interviews behauptet, die SPÖ hätte mit dem Ibiza-Video zu tun, werden ein gerichtliches Nachspiel haben.“ Der Parlamentsklub der Liste Jetzt sah Strache und Gudenus als Repräsentanten einer „völlig verluderten Gesellschaft“, die Neos forderten überdies Neuwahlen.
In Vorarlberg, wo im Herbst 2019 ein neuer Landtag gewählt wird, sprach Landeshauptmann Markus Wallner nach Bekanntwerden des Ibiza-Videos von „politischem Abschaum“ und schloss eine Koalition mit der FPÖ Vorarlberg unter Leitung von Christof Bitschi aus.
Am 21. Mai 2019 wandte sich Bundespräsident Alexander Van der Bellen in einer Fernsehansprache an die Öffentlichkeit und bat diese, sich nicht „angewidert“ von der Politik abzuwenden. Auf dem Video sei „ein Sittenbild“ zu sehen gewesen, „das Grenzen zutiefst verletzt, ein Bild der Respektlosigkeit, des Vertrauensbruchs, ja der politischen Verwahrlosung“.
Dementgegen kritisierte einer der zurückgetretenen FPÖ-Minister in der Tageszeitung Kurier das Verhalten des Bundeskanzlers: „Vor der Öffentlichkeit sagt Kurz, dass die FPÖ nicht regieren kann. Am Tag nach dem Bruch ruft Kurz dann alle FPÖ-Minister an, um sich für die gute Zusammenarbeit zu bedanken, und stellt sogar eine Zusammenarbeit nach der Wahl in Aussicht. So ein Verhalten verstehen wir nicht“. Der neue FPÖ-Chef Norbert Hofer nannte das Video „unentschuldbar“, wobei laut Spiegel offen sei, was damit gemeint sei: dass Strache in die Falle getappt ist oder was er gesagt hat.
In Deutschland reagierte CDU-Vorsitzende Annegret Kramp-Karrenbauer auf das Video mit der Schlussfolgerung, dass Rechtspopulisten in Europa, egal in welchem Land, bereit seien, das Interesse ihres Landes für ihr eigenes Wohlergehen zu verkaufen. SPD-Vorsitzende Andrea Nahles und SPD-Generalsekretär Lars Klingbeil forderten umgehend Neuwahlen in Österreich, AfD-Chef Jörg Meuthen wollte der FPÖ wegen einer „singulären Angelegenheit“ nicht in „den Rücken fallen“, der Parteivorsitzende der Linken, Bernd Riexinger, nannte die FPÖ eine Partei der „Reichen“ – „korrupt und dreist“.
Annalena Baerbock von den Grünen beklagte, dass Rechtspopulisten die Werte wie Pressefreiheit und Rechtsstaatlichkeit verachten würden und an der Aushöhlung der Demokratie arbeiteten, sie forderte ebenfalls Neuwahlen.
Am Tag von Straches Rücktritt sagte die deutsche Bundeskanzlerin Angela Merkel auf einer Pressekonferenz in Kroatien, es gehöre zur Politik der Rechtspopulisten, „dass Minderheiten nicht geschützt werden, dass elementare Menschenrechte in Frage gestellt werden, Käuflichkeit von Politik eine Rolle spielt“.
Die französische Politikerin Marine Le Pen, die auf europäischer Ebene mit der FPÖ zusammenarbeitet, wunderte sich, dass das Video erst einige Tage vor der Europawahl veröffentlicht wurde.

### Medien
In vielen inländischen Medien wurden Rücktritte der betroffenen Politiker, ein Ende der Koalitionsregierung und Neuwahlen gefordert. In der Tageszeitung Kurier sagte Chefredakteurin Martina Salomon, Strache müsse zurücktreten, wenn die Koalition fortgesetzt werden solle, und hinterfragte, wer das Video veröffentlichte und aus welchen Gründen. Innenpolitik-Redakteur Conrad Seidl sagte in der Tageszeitung Der Standard, keiner könne „so besoffen“ sein, um Aussagen wie Strache zu tätigen, und forderte Bundeskanzler Kurz auf, die Regierungszusammenarbeit zu beenden.
Oliver Pink kommentierte in der Tageszeitung Die Presse, die Situation sei ein Alptraum für den Vizekanzler, die Regierung und die Republik, und attestierte, Strache und Gudenus würden aus der „Falle“ nicht wieder herauskommen. Der Chefredakteur der Salzburger Nachrichten, Manfred Perterer, sagte, der Fall sei kaum aufzuhalten, und forderte eine Reaktion von Bundeskanzler Kurz, ebenso wie die Kleine Zeitung in einem Kommentar. Peter Nindler sah in der Tiroler Tageszeitung das Video als einen Offenbarungseid, in den Oberösterreichischen Nachrichten wurde Straches Rücktritt sowie eine Infragestellung der Koalition gefordert.
Der Politologe Peter Filzmaier kritisierte das Zuwarten von Kurz und sein Taktieren um das Innenministerium mit den Worten: „Die Faktenlage dafür war allerspätestens um 11 Uhr, wo laut Eigenaussage Strache Kurz von seinem Rücktritt informierte, vorliegend. Dann sind weitere neun Stunden vergangen, wofür kein Grund bestand. Nur weil er [Kurz] in die ZIB 1 wollte, wird er nicht so lange gewartet haben. […] Da befeuert man geradezu neue Verschwörungstheorien: Hat die FPÖ eine Aktion gestartet ‚Rettet Kickl‘, als wäre das der einzig wichtige Punkt der letzten Stunden und Tage, und hat umgekehrt die ÖVP das Innenministerium gewollt, weil sie irgendetwas weiß, das dort vorgeht, das wir alle nicht wissen? Das wäre schon wirklich eine seltsame Geschichte, wenn sie so stimmt“. ORF-Moderator Armin Wolf befand, dass „es scheint, als wolle Herr Kurz dem Titel Schweigekanzler alle Ehre machen“.
Der Presseclub Concordia erklärte in einer Aussendung: „Die jüngsten Ereignisse veranlassen uns dazu, unseren Protest gegen diesen neuen Stil gewisser Politiker zu äußern. Es kann nicht sein, dass man Journalistinnen und Journalisten nur noch zu dem einen Zweck zu Pressekonferenzen und Pressestatements lädt, um Publikum für eine Inszenierung zu haben.“
Auch Der Standard kritisierte Kurz für dessen Krisenmanagement: „Vielleicht sollte man daran erinnern, was unter dem patriotischen Schwulst der letzten Tage zu versickern droht: Nicht Kurz ist die Säuberung seiner Regierung als Verdienst zuzuschreiben. Ohne das Video aus Ibiza würde seine türkis-blaue Regierung nach wie vor Österreich ohne lästigen Streit beglücken […] Selber hat er nie mehr als gelegentlich ein kritisches Wort zu den rechtsextremen Entgleisungen blauer Regierungsmitglieder gefunden, aber sich für das Sittenbild einer Politik zu entschuldigen, für das er die Farben angerührt hat, das überlässt er dem Bundespräsidenten.“
Fritz Plasser stellte in einem Interview mit der Wochenzeitung Die Zeit fest: „Wir haben in Österreich nicht nur eine Boulevardisierung der Zeitungslandschaft, sondern auch eine Boulevardisierung des Politikverständnisses vieler politischer Eliten. Und das führt wiederum zu dieser unglaublichen und schamlosen Aussage von Heinz-Christian Strache.“
Straches Ansinnen, in der Kronen Zeitung eine mediale Machtbasis zu finden, sah Plasser kritisch: „Allianzen zwischen politischen Akteuren und dem redaktionellen Tenor der Kronenzeitung sind im Allgemeinen kurzfristig, nicht belastbar und können sich jederzeit durch eine andere Themenlage verändern. Und es war schon in manchen Fällen ein großer Fehler zu sagen ‚Naja, die Kronenzeitung ist auf unserer Seite‘.“
In der Frankfurter Rundschau schrieb Norbert Mappes-Niediek, dass die Affäre nicht viel Neues zu bieten habe und den Rechtsruck längerfristig wohl nicht stoppen werde. Die Korruptheit der FPÖ und ihr Flirt mit russischen Oligarchen seien bekannt und kümmerten ihre Wähler nicht. „Nach 30 Jahren Rechtspopulismus“ herrsche in Österreich „ein Grundzynismus“. Empörung komme als „Heuchelei und Theatralik“ an. „Wie Klein-Mäxchen sich die Politik vorstellt, so ist sie: Das wird am Ende die traurige Lehre sein.“
In Bezug auf Straches und Gudenus’ Erklärungs- und Entlastungsversuche meinte Nils Minkmar im Spiegel: „Es werden also menschliche, allzu menschliche Eigenschaften zur Entschuldigung angeführt: Von Verführbarkeit, Rausch und Trauer soll die Rede sein, nicht von radikalen politischen Plänen. Hier die gutwilligen, schwachen Männer, die sich um die Gefährdung ihrer Kinder und Enkel sorgen, dort der kalte Mechanismus einer ausländischen Macht, eines politischen Attentats […]“
Zum selben Aspekt betonte Bastian Obermayer in der Süddeutschen Zeitung, dass Strache die Wahl gehabt hätte: Er hätte „an diesem Abend aufstehen können und gehen, als die beiden Lockvögel zum ersten Mal Gegenleistungen forderten, die ein ehrlicher und an Recht und Gesetz interessierter Politiker in einer Demokratie nicht geben darf. Niemals geben darf. Nie, nie, nie. Aber Strache ist sitzen geblieben.“ Überdies sei dieser Abend von Gudenus über Monate vorbereitet worden und Strache sei darüber informiert gewesen – „wie sonst hätte er einleitend fragen können, was ‚da schon vorangeschritten‘ sei?“
Michael Stifter wies in der Augsburger Allgemeinen darauf hin, dass diejenigen, die sich über die gestellte Falle aufregten, Opfer und Täter verwechselten. Weiter schrieb er über das Medienverständnis der FPÖ: „Ausgerechnet die FPÖ, die so gerne von gesteuerten Medien fantasiert, die kritische Journalisten aus dem Verkehr ziehen will, ausgerechnet jene Partei versucht, Stimmen mit manipuliertem Journalismus zu kaufen. Das zeigt die ganze Demokratieverachtung der Rechtspopulisten.“
Im Tagesspiegel wies Max Tholl darauf hin, dass es problematisch werde, wenn Enthüllungen „die demokratische Überzeugungsarbeit ersetzen“. Die Demagogen müssten „dort geschlagen werden, wo sie herkommen: an den Wahlurnen“. Der Aufschwung der Rechtspopulisten werde durch den Skandal wohl nicht gestoppt, „denn für viele Wähler der Rechtspopulisten fallen Skandale und Affären kaum ins Gewicht“. Der Skandal sei sogar „ein inhärenter Teil der populistischen Logik“ und der Tabubruch erweitere ihren Handlungsrahmen. „Eine Politik der Schadenfreude, die auf Skandale anstatt auf politische Argumente setzt, nährt nur das bestehende Misstrauen der Bürger in die Politik und liefert nur den Populisten Stoff für ihre Märtyrererzählung.“
Hans Rauscher, Kommentator der Tageszeitung Der Standard, kritisierte die sehr zögerliche und späte Reaktion von Sebastian Kurz, er stellte dazu fest: „Sebastian Kurz hat einen ganzen langen Tag Zeit herumgetan, um eine Entscheidung darüber treffen zu können, wie er als Kanzler der Republik Österreich weitertun möchte. Nicht gerade ein Zeichen von Führungsstärke.“ Er beschrieb das Vertrauen des Kanzlers in seine eigenen Fähigkeiten, „er werde die FPÖ schon zähmen können. Er konnte es nicht und nun hat er sich, seine ÖVP und Österreich in die Mutter aller Krisen manövriert.“
Der von Strache im Video gelobte Krone-Journalist Richard Schmitt war seit der Veröffentlichung des Videos beurlaubt und musste im Juni 2019 seinen Posten als Chef der Online-Krone räumen. Ende Juli verließ er die Krone und wechselte mit September 2019 zu oe24.tv.
Zum dritten Jahrestag der Veröffentlichung, am 17. Mai 2022, sendete der Nachrichtensender Puls24 einen Ibiza-Themenabend. Teil dieses Abends war auch ein Interview der Puls4-Infochefin Corinna Milborn mit H.C. Strache, das in der Finca, dem Schauplatz des Ibiza-Videos, geführt wurde.

### Berufsdetektive
Österreichische Berufsdetektive befürchten durch das Vorgehen bei der Entstehung des Ibiza-Videos einen Imageschaden. Die Medien hätten die Drahtzieher „zu Unrecht als Detektive bezeichnet und so einen ganzen Berufsstand verleumdet.“ In Deutschland „könne sich jeder Detektiv nennen“, während der Berufsdetektiv in Österreich ein reglementiertes Gewerbe sei, welches eine behördliche Befähigungsprüfung sowie besondere Zuverlässigkeit erfordere. Bei dem auftretenden männlichen Lockvogel handelt es sich um einen Österreicher, der in Deutschland Geschäftsführer einer Detektei ist.

### Popkultur und anderes
Der Eurodance-Hit We’re Going to Ibiza aus dem Jahr 1999 von der niederländischen Musikgruppe Vengaboys etablierte sich als Protestlied der Affäre und stieg in der Woche, nachdem das Video mit Strache veröffentlicht worden war, in Österreich auf die obersten Chart-Plätze der Streamingdienste.
Den Anstoß gab Jan Böhmermann, der das Musikvideo am Tag der Veröffentlichung des Skandalvideos kommentarlos auf Twitter veröffentlicht hat.
Die Band trat am 30. Mai im Rahmen einer Donnerstagsdemonstration vor dem Bundeskanzleramt auf. Im September 2019 erschien eine weitere Coverversion des Songs mit dem Titel You’re Gonna Hate Ibiza, wo im Text ganz offen Bezug auf die Ereignisse rund um die Ibiza-Affäre genommen wird.
Der Werbewert für die Red Bull GmbH – im Video werden zahlreiche Wodka Energy konsumiert – wurde mit 1,32 Millionen Euro errechnet. Nicht berücksichtigt sind die Erwähnungen der Marke in den sozialen Netzen und Memes.
Die Zotter Schokoladen Manufaktur brachte im Sommer 2019 die Sorte Bergl statt Ibiza „Ma is die schoaf!“ mit Chili und Johannisbeere auf den Markt, als Anspielung auf die Äußerung Straches zur Attraktivität des weiblichen Lockvogels.
Der deutsche Satiriker und Journalist Jan Böhmermann und der österreichische Regisseur David Schalko verfilmen seit November 2019 gemeinsam die „Ibiza-Affäre“ als Spielfilm. Laut Böhmermann müsse man sich „daranmachen, ‚Ibiza‘ international zu erzählen und für die Nachwelt zu konservieren.“
Als Wort des Jahres 2019 wurde „Ibiza“ gewählt, als Unwort „b’soffene G’schicht“, als Spruch „Nur Mut und etwas Zuversicht, wir kriegen das schon hin“ und als Unspruch „Zack, zack, zack“.
Im Februar 2020 wurde am Wiener Akademietheater das Stück Schwarzwasser von Elfriede Jelinek mit Felix Kammerer, Caroline Peters, Christoph Luser und Martin Wuttke unter der Regie von Robert Borgmann uraufgeführt, das unter anderem die Ibiza-Affäre behandelt.
2021 wurde Die Ibiza Affäre als vierteiliger Politthriller von Sky verfilmt. Die Dreharbeiten begannen Anfang 2021. Unter der Regie von Christopher Schier standen Andreas Lust als Heinz-Christian Strache, Nicholas Ofczarek als Julian Hessenthaler und Julian Looman als Johann Gudenus vor der Kamera.

## Zerstörung von Datenträgern
Am 20. Juli 2019 wurde bekannt, dass der Leiter der Abteilung „Soziale Medien“ im Kanzleramt bei der Firma Reisswolf fünf Festplatten hatte zerstören lassen. Da der Auftraggeber eine falsche Identität angab und die Rechnung über 76 Euro nicht bezahlte, stellte Reisswolf Anzeige wegen Betruges.
Da die Vernichtung der Festplatten sechs Tage nach dem Auffliegen der Ibiza-Affäre (aber mehrere Tage vor dem Misstrauensantrag, der letztlich zum Ende der Bundesregierung Kurz I führte) stattfand und weil eine Verletzung der behördlichen Archivierungspflichten im Raum stand, wurde das Verfahren zunächst an die Sonderkommission Ibiza abgegeben.
Am 2. September erklärte die WKStA, dass nach ihrem Ermittlungsstand kein Zusammenhang zwischen der Schredder-Affäre und dem Ibiza-Video bestehe.
Allerdings wurde die WKStA an weiteren Ermittlungen gehindert. Sie wollte Handy und Laptop des Mitarbeiters von Bundeskanzler Sebastian Kurz (ÖVP) beschlagnahmen lassen. Durchgeführt wurde die Anordnung aber nicht mehr, weil die Korruptionsermittler das Verfahren nach einer „außergewöhnlichen Weisung“ der Oberstaatsanwaltschaft Wien abtreten mussten.
Im März 2021 wurden aufgrund einer Sachverhaltsdarstellung neue Ermittlungen aufgenommen.

## Anklage gegen den Detektiv
Gegen den Privatdetektiv Julian Hessenthaler wurde ab 8. September 2021 am Landesgericht St. Pölten die Hauptverhandlung im Strafverfahren unter anderem wegen des Verdachts des Drogenhandels geführt, weil er in drei Orten (in Salzburg und Nieder- und Oberösterreich) mehr als 1 kg Kokain weitergegeben haben soll. Weiters soll er sich am 7. Mai 2019 mit einem gefälschten slowenischen Kfz-Führerschein ausgewiesen und ebenfalls gefälschte slowenische Dokumente (Führerschein und Personalausweis) lautend auf den Namen einer Bekannten weitergegeben haben. Er wurde 2020 in Berlin festgenommen, nach Österreich ausgeliefert und befand sich dort ab März 2021 in Untersuchungshaft.
Der Angeklagte bestritt die Vorwürfe laut Verteidiger Oliver Scherbaum, der vor Prozessbeginn sagte: „Nach dem Verfahren wissen wir, ob es in Österreich möglich ist, Aufdecker von Korruption in der Politik mit konstruierten Anschuldigungen aus dem Verkehr zu ziehen.“ Auch Amnesty international Österreich, der Verein epicenter.works und weitere Menschenrechtsorganisationen äußerten Bedenken zum Fall. Die Begehung der angeklagten Urkundsdelikte räumte Hessenthaler im Prozess ein, während er den Vorwurf des Drogenhandels weiter bestritt.
Am 30. März 2022 wurde Hessenthaler zu dreieinhalb Jahren Haft verurteilt, obwohl nie bei ihm Drogen gefunden wurden, sondern lediglich auf der Grundlage widersprüchlicher Zeugenaussagen. Kritisiert wurden auch die vorherigen Ermittlungen vor allem dafür, dass die meisten Soko-Ermittler gegen Hessenthaler anstatt gegen Strache ermittelten. Dabei beantragte die Staatsanwaltschaft Wien unter anderem auch eine Funkzellenüberwachung der Kanzlei seines Anwalts in Berlin, welche von der deutschen Polizei durchgeführt wurde.
Amnesty International Österreich und epicenter.works kritisierten das Urteil scharf und befürchteten „Einschüchterungsversuche und abschreckenden Effekt“ auf zukünftige Whistleblower. Hessenthalers Anwalt kündigte Nichtigkeitsbeschwerde an. Diese wurde vom Obersten Gerichtshof zurückgewiesen. Eine Berufung hinsichtlich der Höhe der Strafe zum Oberlandesgericht Wien blieb ebenfalls ohne Erfolg.
Im Februar 2023 erhob Hessenthaler Beschwerde gegen die Republik Österreich beim Europäischen Gerichtshof für Menschenrechte und machte geltend, durch die strafrechtliche Verurteilung in seinem Recht auf ein faires Verfahren verletzt worden zu sein.
Ende März 2023 wurde Hessenthaler aus dem Gefängnis entlassen, seit dem 7. April 2023 hat er auch keine elektronische Fußfessel mehr.